# Chassy (Saône-et-Loire)
Chassy település Franciaországban, Saône-et-Loire megyében. Lakosainak száma 296 fő (2022. január 1.). Chassy Marly-sur-Arroux, Clessy, Gueugnon, Oudry és Saint-Vincent-Bragny községekkel határos.

## Népesség
A település népességének változása:
| Lakosok száma | 327  | 323  | 329  | 313  | 308  | 305  | 299  | 297  | 296  |
|               | 2013 | 2015 | 2016 | 2017 | 2018 | 2019 | 2020 | 2021 | 2022 |